# Adrian Cieślewicz
Adrian Cieślewicz (ur. 16 listopada 1990 w Gnieźnie) – polski piłkarz, występujący na pozycji napastnika, w Wrexham, Kidderminster Harriers, B36 Tórshavn, od 2014 w walijskim klubie The New Saints.

## Kariera klubowa
Adrian Cieślewicz karierę piłkarską rozpoczął w farerskim klubie VB Vágur. W 2007 został zawodnikiem angielskiego klubu Manchester City. W „The Citizens” grał głównie w drużynach juniorskich. Następnie w latach 2009–2014 występował w Wrexham, z którego w styczniu 2014 został wypożyczony do Kidderminster Harriers. W czerwcu 2014 podpisał roczny kontrakt z B36 Tórshavn. 4 sierpnia 2014 podpisał kontrakt z walijskim klubem The New Saints.

## Statystyki

### Klubowe
(aktualne na dzień 30 kwietnia 2017)
| Klub                          | Sezon              | Liga                 | Liga | Liga | Puchar kraju | Puchar kraju | Puchar ligi | Puchar ligi | Europa | Europa | Inne | Inne | Suma | Suma |
| Klub                          | Sezon              | Liga                 | M    | B    | M            | B            | M           | B           | M      | B      | M    | B    | M    | B    |
| ----------------------------- | ------------------ | -------------------- | ---- | ---- | ------------ | ------------ | ----------- | ----------- | ------ | ------ | ---- | ---- | ---- | ---- |
| Wrexham                       | 2009/2010          | Conference National  | 21   | 0    | 2            | 0            | –           | –           | –      | –      | –    | –    | 23   | 0    |
| Wrexham                       | 2010/2011          | Conference National  | 20   | 2    | 1            | 0            | –           | –           | –      | –      | 3    | 0    | 24   | 2    |
| Wrexham                       | 2011/2012          | Conference National  | 44   | 6    | 5            | 1            | –           | –           | –      | –      | 3    | 1    | 52   | 8    |
| Wrexham                       | 2012/2013          | Conference National  | 38   | 6    | 2            | 0            | –           | –           | –      | –      | 9    | 4    | 49   | 10   |
| Wrexham                       | 2013/2014          | Conference National  | 18   | 2    | 2            | 0            | –           | –           | –      | –      | 1    | 0    | 21   | 2    |
| Wrexham                       | Ogólnie            | Ogólnie              | 141  | 16   | 12           | 1            | 0           | 0           | 0      | 0      | 16   | 5    | 169  | 22   |
| Kidderminster Harriers (wyp.) | 2013/2014          | Conference National  | 14   | 0    | –            | –            | –           | –           | –      | –      | –    | –    | 14   | 0    |
| B36 Tórshavn                  | 2014               | Effodeildin          | 3    | 0    | –            | –            | –           | –           | 2      | 0      | –    | –    | 5    | 0    |
| The New Saints                | 2014/15            | Welsh Premier League | 28   | 10   | 3            | 1            | 4           | 0           | –      | –      | –    | –    | 35   | 11   |
| The New Saints                | 2015/16            | Welsh Premier League | 30   | 10   | 3            | 0            | 3           | 0           | 4      | 0      | –    | –    | 40   | 10   |
| The New Saints                | 2016/17            | Welsh Premier League | 17   | 12   | 3            | 3            | 1           | 1           | 4      | 0      | 1    | 0    | 26   | 16   |
| The New Saints                | Ogólnie            | Ogólnie              | 75   | 32   | 9            | 4            | 8           | 1           | 8      | 0      | 1    | 0    | 101  | 37   |
| Ogólnie w karierze            | Ogólnie w karierze | Ogólnie w karierze   | 233  | 48   | 21           | 5            | 8           | 1           | 10     | 0      | 17   | 5    | 289  | 59   |

## Sukcesy

### Wrexham
- FA Trophy: 2012/2013

### B36 Tórshavn
- Mistrzostwo Wysp Owczych: 2014

### The New Saints
- Mistrzostwo Walii: 2014/2015, 2015/2016, 2016/2017, 2017/2018, 2018/2019, 2021/2022, 2022/2023[8]
- Puchar Walii: 2014/2015, 2015/2016, 2018/2019, 2021/2022, 2022/2023[9]
- Puchar Ligi Walijskiej: 2014/2015, 2015/2016, 2016/2017, 2017/2018

## Życie prywatne
Syn Roberta Cieślewicza i brat Łukasza Cieślewicza, również piłkarzy. Posiada obywatelstwo farerskie.